# Мортімер Адлер
Мортімер Адлер (англ. Mortimer Adler, 28 грудня 1902, Нью-Йорк — 28 червня 2001, Сан-Матео, Каліфорнія) американський філософ, педагог і популяризатор.

## Біографія
Народився в сім'ї євреїв-емігрантів. У 15 років вступив на роботу секретарем редактора «Нью-Йорк таймс». Через два роки, прочитавши кілька діалогів Платона, вирішив стати філософом. Навчався в Колумбійському університеті. У 1928 році отримав ступінь доктора наук, захистивши дисертацію про музичне сприйняття. Читав лекції в Сіті-коледжі та Колумбійському університеті, в 1930 році отримав запрошення працювати в Чиказькому університеті, став професором університету в 1942 році.
У 1930-х роках випустив кілька книг з філософії та психології, в тому числі відому «Як читати книги: мистецтво ліберального освіти» (How to read a book: The art of getting a liberal education, 1940); повторно в колишньому вигляді, але з новим передмовою, вона була видана в 1966 році, після чого послідувало перероблене видання 1972 року. Автор відомого двотомного покажчика Сінтопікон (Syntopicon), що включав 102 «великих ідеї».
У Чиказькому університеті разом з Р. М. Хатчинсом займався реорганізацією навчальних планів, що мали на меті розширити кругозір студентів у галузі гуманітарних наук. У 1946 висунув ідею видання серії «Великі книги західної цивілізації» (443 великих творів в 54 томах; вийшла в 1952).
У 1952, залишивши Чиказький університет, заснував в Сан-Франциско Інститут філософських досліджень. Перевів свій інститут у Чикаго в 1963. В 1974 став головою редакційної ради «Енциклопедії Британіка» і спільно з Хатчинсом зробив повну ревізію змісту енциклопедії починаючи з 15 видання (1974). Залишався на чолі «Енциклопедії Британіка» аж до 1995. У 1988—1991 був професором університету Північної Кароліни в Чапел-Хіллі. У 1990 спільно з Максом Вайсманом заснував Центр вивчення великих ідей в Чикаго.
Перу Адлера належить кілька десятків книги, він був редактором кількох книжкових серій і університетських освітніх проектів. Зокрема, Мортімер Адлер є автором книжки «Як читати книги».
Помер в Сан-Матео (Каліфорнія) 28 червня 2001.